# 林孝信 (香港)
林孝信（洋名：Howard）（1988年—），,香港商人林建名的兒子，鱷魚恤非執行董事，林百欣家族若干附屬或關連公司董事，已故富豪林百欣的孫兒，曾留學英國獲倫敦大學頒授理學士學位，與藝人許亦妮、電影演員吳千語、少女模特兒羅彩玲等傳過緋聞，是城中有名的花花公子。

2024年8月，林孝信的混血女友Nevae為其生下一子，是他首次成爲父親。